# 紫石英号事件
“紫石英”号事件（英語：Amethyst Incident）又称扬子江事件（英語：Yangtze Incident），是中国人民解放军与英国皇家海军于1949年4月20日至21日在长江下游镇江附近水域发生的军事冲突。
1949年4月20日，当中国人民解放军第三野战军正准备于次日在长江镇江段发起渡江作战时，駛入中国內河的英国海军远东舰队紫石英号护卫舰（HMS Amethyst, 又译“紫水晶”号） ，仍按例自上海驶往南京准备换防部署于此的“伴侣号”驱逐舰，无视解放军公告4月20日外国舰船撤离长江的期限，试图通过解放军预定渡江江段防区，且不听从警告。人民解放军炮兵在警告无效后炮击“紫石英”号，英舰随即开炮还击。在炮战中，“紫石英”号挂白旗调头，但因舰长重伤、船体漏水最后在镇江太平洲冲滩搁浅。
英国随即电令驻南京的“伴侣”号驱逐舰下行，在近海的“伦敦号”重巡洋舰带领驻上海的“黑天鹅号”护卫舰上行增援，意图从浅滩将“紫石英号”拖回至上海。4月20日下午至4月21日，人民解放军炮兵又炮轰先后赶来增援的英国海军远东舰队“伴侣”号驱逐舰（HMS Consort）、“伦敦”号重巡洋舰（HMS London）、“黑天鹅”号轻护卫舰（HMS Black Swan），交火规模大幅超过“紫石英号”战事本身，最终三艘英舰放弃拖带计划返回上海。
整个事件中，中国人民解放军伤亡252人，英国海军死45人、失踪1人、伤93人。此后，双方就事件责任及“紫石英”号的扣押问题展开长达3个月的接触和谈判，但一直未有结果，此间“紫石英号”做了简单维修自行脱离浅滩，在解放军监视下挂白旗将火炮包裹并在江中下锚。7月30日，“紫石英号”趁涨潮于夜间起锚，贴近经过的吨位及体形相似的“江陵解放号”客轮左舷逃走，长江南岸的人民解放军炮兵发现后拦截，但“江陵解放号”不明情况熄灯后被误认为“紫石英号”被击沉没。7月31日，“紫石英”号逃出长江口，有关谈判随之终止。英国从此也永久性的退出中国内水，彻底结束了自1858年《天津条约》以来外国舰船在中国水域航行无阻的局面。

## 背景
自19世纪中叶的鸦片战争之后，英国先后通过与满清政府谈判签署的《中英南京条约》和《中英天津条约》获取了在中国沿海与内河的航行权。第二次世界大战期间，中华民国政府与英国政府于1943年1月签订《中英新约》，废除了包括沿海贸易与内河航行权在内的一系列英国在华特权。二战后，中华民国官方奉行不给任何一个国家单方面沿海贸易与内河航行权的政策，但对美国却有特别的优待。在英国远东商业利益集团的压力下，英国政府公开表示对中国将英国排除在“内河自由贸易”之外深为不满。
1948年秋，中国国民党与中国共产党之间的国共内战进入了最后的决战，内战中规模最大的淮海战役于11月在淮河流域展开。由于长江流域极可能也成为战场，英国再次谋求在中国内河的航行权和军事存在。经英联邦国家驻华大使们决议，11月9日英国驻华大使施谛文以对“英国侨民给予保护和精神支持”并“在需要时提供撤退手段”为由，请求南京的中华民国政府给予英国军舰在上海至南京段江面航行并驻泊南京的权利。虽然中华民国政府过去曾决定不再给予英国内河航行权，此次还是在原则上同意了英国的请求，但要求英国军舰每次计划进入长江之前必须将细节通知南京方面。从当月开始，英国军舰始终在南京港停泊一艘军舰，每隔约2至3个星期轮换一次。
随着1949年1月淮海战役的落幕，国民党和中华民国政府的失败已经成为定局，中国人民解放军开始在长江北岸集结。2月8日，中华民国政府发表正式声明，要求所有外国船只撤出长江:34-35。在美国军舰已经撤离南京的情况下，英国军舰仍继续驻泊在南京并保持轮换。3月22日，英国皇家海军远东舰队排水量1710吨的“伴侣”号驱逐舰抵达南京，计划将在4月12日由澳大利亚皇家海军护卫舰“肖尔黑文”号（HMAS Shoalhaven）替换。在此之前，中华民国政府从南京撤往广州前后曾警告英方，他们不能保证给予英舰的航行许可未来仍能保有其效力。
4月，中国共产党与中华民国政府代表在北平和谈，中国共产党让人带信给代总统李宗仁，如果民国政府拒绝中国共产党的八项和平条件，解放军最早将在4月12日渡江。施谛文得知消息后与澳大利亚驻华大使紧急商议，认为在12日派军舰来南京可能是鲁莽的挑衅。施谛文7日致电远东舰队副司令亚历山大·马登海军中将，建议推迟“肖尔黑文”号的行动，14日再次建议马登暂不采取任何替换“伴侣”号的行动，但马登对施谛文的建议不以为然。16日，马登决定改派英舰“紫石英”号护卫舰前往南京，并向中华民国政府提出了航行申请。然而在马登决定向南京派舰的前一天，在北平和谈的中国共产党代表团已经向中华民国政府代表团提出《国内和平协定》最后修正案，并指出20日为签字最后期限，否则解放军将立即渡江。施谛文明知解放军已经控制了长江北岸并且即将渡江，却没有反对马登的行动计划，他也不打算就英舰在长江上的行动征得中国共产党方面的同意。19日8时，“紫石英”号离开上海前往南京，而马登当天下午才接到中华民国政府允许“伴侣”号和“紫石英”号在长江上航行的许可:40-41。
美国驻华大使司徒雷登原计划在南京停泊一艘军舰，但在4月19日要求第七舰队司令奥斯卡·白吉尔二世“在中共军未到达前便要把海军调离他处”。
在“紫石英”号驶向南京之前，解放军已经做好发起渡江战役的准备。4月21日，中央军委指示三野代司令粟裕、参谋长张震：“凡擅自进入战区，妨碍我渡江作战的兵舰均可轰炸。”第三野战军所属第8、第10兵团预定将在长江的扬州三江营至镇江张黄港段渡江。为了预防外国（主要是美国）军舰军事干预解放军渡江，第三野战军特种兵纵队炮兵的部分单位部署在长江北岸封锁江面，奉命如果发现外国军舰不听警告航行可以开炮射击。解放军第10兵团司令员叶飞在回忆录中写：“没有料到”试探解放军决心的是英国而非美国，“我们虽然炮击的是英国军舰，打中的却是帝国主义分子的神经中枢，使它们终于不敢轻举妄动”“紫石英”号就在这种紧张、敏感的局势下进入了长江水域国共两军交战的前线。。

## 冲突经过

### 与“紫石英”号的炮战
4月20日清晨，悬挂英国国旗和英国海军军旗（白船旗）的“紫石英”号驶入泰兴以南七圩港附近江面，当时处在解放军第三野战军第10兵团的预定渡江作战区域，配属三野特纵炮6团。炮6团1营3连报告发现了由下游上驶的一艘不明军舰，当时天色朦胧，江面上雾气未散，紫石英号很快驶过没有引起进一步注意。
8时30分，“紫石英”号进入扬州东南口岸—三江营附近江面，当时处在是解放军第三野战军第8兵团的预定渡江作战区域。北岸解放军炮兵第1团1营所辖炮兵部队向紫石英号前后水面鸣炮示警，紫石英号展开大幅英国国旗表明身份，继续向上游行驶，并用舰炮指向北岸。9时30分左右，紫石英号已驶过三江营左翼的解放军炮位，进入了三江营江段狭口和弯道。负责封锁江面的解放军三野特种兵纵队炮兵第3团的2个连，分别配置日制75毫米野炮和日制105毫米榴弹炮各3门，中国共产党日后声称该部队在请示上级后，对其进行警告，紫石英号并未返航或停航，而继续加速上驶，解放军火炮开火向紫石英号射击，紫石英号立即开炮还击。紫石英号的舰桥和轮机舱有多发炮弹命中，正、副舰长负伤，失控搁浅在靠近南岸的沙洲雷公嘴（Rose Island）附近。由于航向失控，紫石英号3个炮塔中位于舰艏的两个都无法瞄准解放军炮兵阵地，只有艉部的X炮塔双联主炮发射了30余发炮弹:50-51。在解放军炮兵的打击下，“紫石英”号舰长下令升起白旗，解放军炮兵随后停止了射击。
炮战中解放军有6人受伤。据英国首相艾德礼4月26日在下议院的报告，紫石英号中弹50余发，阵亡19人、伤27人，其中舰长斯金纳（B. W. Skinner）少校重伤，几天后不治死亡。紫石英号的部分船员登上国军控制的南岸，后来經国军送往上海。南岸的国军第51军目睹了炮战的整个经过，向中华民国海军第二舰队确认江面上不是己方舰之后，第51军没有开火。当天晚些时候，英国的一架桑德蘭水上飛機紧急起飞救援，飞抵三江营江面降落，送来军医费恩利（Fearnley）上尉，飞机遭到警告炮火射击和驅離。

### “伴侣”号的救援
“紫石英”号在炮战时通过无线电求救，英国远东舰队副司令马登中将命令在南京的“伴侣”号前往增援。11时30分，“伴侣”号从南京出发，13时45分靠近“紫石英”号，并同解放军炮兵第3团所属部队交火。伴侣号出现后，紫石英号降下了白旗。 炮兵第3团野炮连的阵地存在射击死角，“伴侣”号利用这一点，击毁解放军炮兵2门野炮，同时自身中弹5发。随后“伴侣”号几次试图拖带紫石英号，但遭到解放军榴弹炮连的炮击，英舰舰桥、两座炮塔中弹，“伴侣”号意识到不可能安全地带走已失去动力的紫石英号，于是向下游方向以29节的高速离开。:50-51 途中进入解放军炮兵第1团1营（配备美制105毫米榴弹炮）的火力范围又遭炮击。这次炮战中，“伴侣”号10人阵亡，包括舰长罗伯森中校在内的4人重伤。解放军伤亡约40人。

### 4月21日的炮战
4月20日，即“紫石英”号与解放军交火当天，英国海军远东舰队副司令马登中将正乘“伦敦”号重巡洋舰在前往上海的途中。获悉事件后，马登没有在上海停靠，立即命令“伴侣”号与在上海的“黑天鹅”号护卫舰与他汇合。马登亲自带领“伦敦”号和“黑天鹅”号直接驶入长江，试图救出“紫石英”号。晚8时，与“伴侣”号在江阴江面汇合。由于伴侣号损伤，马登命令该舰前往上海修理。与此同时，解放军当晚已经开始从长江中游渡江，在江阴附近集结的部队将于第二天渡江。双方发生军事冲突尚未经交涉，英舰再次进入长江救援也未与解放军取得联系。
4月21日凌晨2点，紫石英号在副舰长韦斯顿（Geoffrey Weston）上尉指挥下，摆脱搁浅。此时“伦敦”号和“黑天鹅”号在江阴江面距紫石英号65公里处，马登命令紫石英号前来会合，但该舰人员伤亡过半、领航员死於爆炸、航行图毁壞，只得上驶到玫瑰岛上游2公里处下锚。4月21日清晨，马登的舰队打出大幅英国国旗和白船旗缓缓上驶，试图接近紫石英号。:68-698时，英舰在七圩港江面抛锚停泊，停留约两小时。这里是解放军第三野战军第10兵团下属第23军以及配属的炮兵第6团的作战地域，由两个炮兵连（8门美制105毫米榴弹炮）执行封锁江面的任务。第23军发现英舰后，军长陶勇、政委卢胜命令沿江部队加强警戒，同时上报兵团、野司。粟裕、张震接报后致电中央军委，请示“是否给予轰击”，并建议新华社发布广播，劝告外国军舰退回上海。晚6时，军委回电：“你们所说的外舰可能是国民党伪装的，亦可能是真的，不管真假，凡擅自进入战区，妨碍我渡江作战的兵舰，均可轰击，并应一律当作国民党兵舰去对付，装作不知道是外舰”，“但如该外舰对我渡江在实际上无妨碍，则可置之不理，暂时不去打他。”但是在这封电报发出以前，解放军与英舰的炮战已经再次打响。
解放军第10兵团当天下午即将渡江，渡口附近的英舰是一个巨大的威胁。在等待上级命令时，第10兵团司令员叶飞与第23军军长陶勇决定按照事先公告先打信号弹以示最后警告。英舰开始起锚移动，10时，在未接到上级命令的情况下，炮兵第6团1营3连的2炮长梁学成向英舰开炮，再次触发了英国海军和解放军之间的炮战，第23军军属、师属炮兵的战防炮等也加入炮战。“伦敦”号与“黑天鹅”号闯过七圩后，在口岸附近又遭到炮兵第1团1营封锁江面的4门美制105毫米榴弹炮炮击。在炮战中，伦敦号的8英寸(203毫米)主炮炮塔被击穿，並有一发105毫米榴弹命中艦橋，舰长卡札勒（Peter Cazalet）上校负伤，马登军服破裂。伦敦号的8英寸(203毫米)主炮、4英寸(102毫米)副炮以及所有近距离火炮猛烈开火还击，在48分钟的交火中，发射8英寸(203毫米)炮弹155发、4英寸(102毫米)炮弹449发、近距火炮弹药2625发。但解放军炮兵阵地隐蔽，英舰的炮击没有造成威胁。然而伦敦号的8英寸(203毫米)炮弹打到江堤后方，造成在堤后集结准备渡江的解放军第23军68师第202团、69师第205团步兵重大伤亡，其中202团团长邓若波阵亡。11时，马登意识到强行拖带紫石英号只会带来更严重的伤亡，他命令放弃援救返回江阴，英舰向上游行驶避开解放军炮兵阵地后掉头返回，再次经过解放军炮兵阵地时继续遭到炮击并受到严重损失。14时，英舰“伦敦”号与“黑天鹅”号经七圩港向下游行驶，当天夜里回到了上海。据当时报载，有英国官员声称“伦敦”号与“黑天鹅”号在返回途中还遭到了国军炮兵的轰击。
这次炮战在“紫石英”号事件中是规模最大、后果严重的一次。炮战造成了英国皇家海军和中国人民解放军多人伤亡。艾德礼4月25日在下议院承认伦敦号严重受损，有13人阵亡、15人重伤，黑天鹅号有7人受伤。伦敦号记载13人阵亡、14人重伤（其中2人后来死亡）并有45人轻伤。连同这次炮战，解放军公布在20日和21日的三次炮战中，英艘开炮打死打伤人民解放军252人。

## 交涉与谈判

### 双方反应
中国共产党在渡江前担心的是美国的介入与干涉，而与前线发生冲突的却是英国军舰。中国共产党方面判断英国并没有与国民党合作而蓄意挑衅，“紫石英号”事件纯属偶然。因此，4月22日中共中央军委在尚不知道前方已与“伦敦”号交火的情况下，致电前线总指挥部：“在不妨碍我军渡江作战条件下，可予以营救之便利”。在与“伦敦”号发生炮战后，中共中央获知前方遭受重大人员损失，且前线叶飞和陶勇报告是英舰首先开火，中共中央的态度发生了变化。毛泽东为新华社撰写措辞强硬的声明，谴责“英帝国主义的海军竟敢如此横行无忌和国民党反动派勾结在一起，向中国人民和人民解放军挑衅，闯入人民解放军防区发炮攻击”，要求“英帝国主义政府必须担负全部责任。”23日，中央军委指示前线部队：“（英舰）如敢再犯，则打击之”，对于紫石英号，“占领镇江后应即俘获解除武装”但“不侮辱其船员，对其伤员要予以医治”。24日，中央军委再次指示前线部队“亦不必俘虏该船”。基于英国甚至没有提出抗议这一事实，中共中央又倾向于回到最初的判断。28日，中央军委下令进攻吴淞的部队“不得中央命令，不得向外国军舰发炮，至要至要。”避免再与外国军舰发生新的冲突。
事件发生后，英国各界一片哗然，议会和舆论界纷纷批评英国工党政府，认为这一事件使英国海军无端蒙受损失和耻辱。其中，有的指责轮换时机不当，有的批评英国反应过于软弱，还有的如英国共产党要求英军退出中国。下议院议员哈里森（James Harrison）致信艾德礼，称“（中国人）都非常痛恨外国军舰在他们国家的大江大河上航行。”英国内阁4月20日举行紧急会议时，也对“派遣一艘战舰作为向大使馆运送和平补给品之运输工具的做法表达了质疑”，认为英舰在驶入长江前“应该努力从国共双方都获得让该舰安全通行的保证”。从4月26日开始，英国国会下议院围绕紫石英号事件进行辩论。就政府的责任问题，艾德礼首相反复强调英舰的航行已经得到中华民国政府批准，并且此前的航行也没有受到共产党方面的阻碍，只是由于“当时并不存在一个完全的合法政权，以使英国政府来履行将该军舰行动通知它的义务”。但在野的保守党领袖丘吉尔认为英舰的航行许可“并不是在任何情况下都可以履行的，而应该充分认识和理解当地局势后才去做”，他批评政府使英国士兵“处于不必要的危险境地”保守党议员哈罗德·麦克米伦强调：“‘炮舰’心态看来已经完全过时”。对于如何应对这一事件，丘吉尔强硬地要求派遣一艘航空母舰，“我们能提供的唯一保护方法就是保持有效的报复力量”。海德准将（Brigadier Head）要求政府立即派轰炸机“提供空中掩护”。但艾德礼明确表示拒绝：“这根本不是一场战争，根本没有发动进攻的建议。”
英国政府试图通过外交途径和平解决事件。英国驻中华民国大使馆三等秘书尤德4月23日晚抵达解放军浦口某部，请求解放军允许“紫石英”号不受干扰地驶往上海或南京。但解放军不承认尤德的外交人员身份只能看作普通侨民并且拒绝了他的要求，中国共产党不打算在其政权与英国建立外交关系前接受驻民国政府大使馆的外交人员，主张将谈判限制在事发当地的双方军事指挥官之间。

### 谈判过程
英国海军远东舰队救援紫石英号的尝试失败后，英国政府开始通过各种渠道的寻求外交解决，但没有结果。因“紫石英”舰长重伤死亡，英国方面派遣驻华使馆副武官约翰·克仁斯少校接任“紫石英”舰长，带伤指挥的副舰长韦斯顿上尉离舰就医。4月26日，双方展开了初步接触。英国当局允诺紫石英号锚泊不再移动（此时紫石英号移动到镇江以东的谏壁镇东窑头村附近江面）。解放军方面准许紫石英号舰员可与当地居民交换补给品。5月18日，解放军镇江前线指挥部发函指派炮兵3团政委康矛召上校（军衔是临时授予）作为谈判的代表。在随后会面中“紫石英”舰长克仁斯提出“有关这类责任的全局性的问题，是在南京的更高级别上讨论的问题”。英国曾由其海军远东舰队司令帕特里克·布朗特上将致解放军镇江地区指挥官、第8兵团政委袁仲贤的信函中表示，“紫石英号”事件的责任问题，不是一个舰长所能讨论的问题。
5月24日双方开始谈判，中国共产党方面要求英方对「未经许可擅自侵入」的行为认错并赔偿，英方企图限定谈判内容回避对事件承担责任，谈判多次不欢而散。由于对中国共产党方面缺乏了解，克仁斯在5月31日致布朗特的电报中报告，他发现解放军谈判代表康矛召是炮击“紫石英”号的炮兵部队指挥官，于是想当然的认为，康矛召个人对谈判持强硬立场是在维护炮击行动正当性，而更高级的军官是愿意谈判的。
进入6月中国共产党不希望谈判长期僵持，“不宜在这种主要表现为军事性的谈判中长期僵持”，做出一定让步，双方有了进展。但英国方面坚持不能就“未得中国人民解放军的许可，擅自侵入中国内河及中国人民解放军前线地区”认错，至7月11日谈判陷入僵持。解放军方面谈判代表康矛召回忆录提到“我最高当局鉴于英方无谈判诚意...我方在政治军事上处于有利地位...我方不必与之纠缠，如紫石英号逃走，我沿江部队可装做不知，不予拦截...”。甚至7月中旬解放军方面同意了紫石英号补充燃料的申请。
僵持到7月下旬，解放军发现英国军舰在长江口活动，中共中央军委改变了态度，命令前线指挥部：对紫石英号如逃走不予拦截的命令作废。7月28日，英国海军远东舰队司令递交显示诚意姿态的备忘录，并授权克仁斯为正式谈判的代表。此时距紫石英号逃走的时间很近，所以后来有人认为英国方面姿态是为掩护紫石英号逃走。

## “紫石英”号逃脱
由于谈判陷入僵持局面，“紫石英”号做了修复损伤择机逃走的准备，上級授予舰长克仁斯机断行事的权利。7月30日下午，克仁斯决定利用台风过后江水上涨的机会，在当夜月落之后逃走。晚9时，克仁斯命令拧断锚链起航，紫石英号用桅灯和用大块帆布改变船外部轮廓伪装成商船的模样，趁“江陵解放”号客轮经过镇江下驶往上海，強行靠近该轮与之合并，借以逃跑。当人民解放军监视哨发现紫石英号启航后立即上报，21时15分，解放军大港炮兵（隶属第25军）鸣炮警告其驶過时，紫石英号军舰开炮射击，并发生炮战。炮战中，江陵解放号客轮没有表明身份，反而关闭灯光试图躲避。紫石英号加速赶上“江陵解放”号客轮，强行在客轮左舷并排行驶，“江陵解放”号与“紫石英”号侧影叠加在一起，被解放军炮兵炮火击中，很快起火沉没。在接近江阴要塞时，“紫石英”号轮机熄火严格灯火管制顺江而下，解放军炮兵阵地因台风水涨正移往高处，江阴要塞也没有发现英舰。该舰因故障在天生港附近停泊修理约2小时。中国共产党谈判代表日后在其书中声称，紫石英号7月31日凌晨利用江水上涨，避开封锁崇明岛南侧航道的第三野战军炮兵，经崇明岛北侧水道以22节高速逃脱，並撞沉民船多只，并导致多名平民伤亡。拂晓时，“紫石英”号与驶入长江接应的英国海军“协和”号驱逐舰（HMS Concord）汇合，接受补给加油后，「逃出长江」。紫石英号致电远东舰队“已重返舰队，无损失无伤亡，天佑吾王”。“紫石英”号由英舰护送，8月11日抵达維多利亞港，受到布朗特与港督葛量洪等人的盛大欢迎。事后，英方隐瞒了协和号进入中国内水的经过。“紫石英”号逃脱后，英国政府发表声明称“将在适当的级别上讨论4月事件的责任问题”。由于英舰已经脱离控制，中国共产党方面在谴责“英帝国主义”之外没有再提责任问题，双方的谈判于是不了了之。“紫石英号”事件就此落幕。

## 事件影响
“紫石英”号事件是中华人民共和国建立前夕，中国与西方国家关系中最重大的事件，是中国人民解放军与英军第一次公开武力对峙。英国以武力介入中国内战，最终中国共产党及英国都没有达成责任谁属的共识，中国共产党方面在谴责“英帝国主义”之外没有进一步的行动。中国学者认为，英舰因中国军队炮击重伤并逃跑，标志着西方强权自鸦片战争以来在中国的“炮舰政策”已经终结。这一事件显示了中国共产党维护国家主权的决心，“大长了中华民族的志气，灭了帝国主义的威风”，中国的民族自信心和中国共产党的政治声望都因此提高了。。包括杨起、傅鹰、程开甲等人均表示受到紫石英号事件很大鼓舞。
“紫石英”号的成功脱困在英国被宣传为“伟大的冒险”，甚至有人将这一事件赞颂为海军史上的奇迹，将其与敦刻尔克大撤退相比。但是英国政府担心中国共产党有可能会采取强硬的措施，因此要求有关方面降低了宣传调门。
1949年4月26日，美国驻上海总领事葛柏德与驻沪海军军官紧急会商决定：“因为共军有威胁吴淞口之势，要实行原来的计划已经来不及了，同时为了避免美国军舰也发生类似英国军舰的事件，也必须及早开出黄浦江。”4月26日正午，美舰“厄尔多拉多”号、“启尔敦”号驶出黄浦江。4月27日中央军委致电渡江战役总前委：“美国驻上海军舰为避免引起纠纷，有于二十六日下午撤退至长江口外之传说，是否如此待证。”4月28日，毛泽东证实指出：“美国军舰及一营陆战队，已于二十六日由上海撤至吴淞口外，美国只留下一艘载有医疗设备的军舰（医舰）在上海”，此种态度“于我有利”。4月30日新华社播发了毛泽东所写声明：“人民解放军要求英国、美国、法国在长江黄浦江和在中国其他各处的军舰、军用飞机、陆战队等项武装力量，迅速撤离中国的领水、领海、领土、领空，不要帮助中国人民的敌人打内战。中国人民革命军事委员会和人民政府直到现在还没有同任何外国政府建立外交关系。中国人民革命军事委员会和人民政府愿意保护从事正常业务的在华外国侨民。中国人民革命军事委员会和人民政府愿意考虑同各外国建立外交关系，这种关系必须建立在平等、互利、互相尊重主权和领土完整的基础上，首先是不能帮助国民党反动派。”5月3日美国海军部宣布：“美、英、法三国兵舰已驶离黄浦江”。5月19日白吉尔下令所有军舰“驶出黄浦江外”“共军在浦东地区的活动，已使美国军舰驶进黄浦江和停泊在长江口，很不安全。”渡江战役总前委5月21日指示三野：“沿江敌舰之悬挂外国旗者，多系国民党假冒。同时司徒雷登已向我南京外事处黄华同志作个人负责表示，吴淞口内已无美舰。因此我们认为，应对通过黄浦江之舰批准施行炮火封锁，对炮击我者，更应还击。”国军淞沪防卫司令石觉回忆：“淞沪战争期间，吴淞口外海有两艘美国巡洋舰逡巡。战争前，美海军军官有时来沪与我们便餐，但一提及战事，彼等就避而不谈，显然不愿卷入。”
中国共产党和英国政府在这一事件中表现出的冷静与克制，对双方进一步深入接触打下了基础。“紫石英”号事件结束5个月之后，英国政府于1950年1月宣布承认中华人民共和国政府。

## 后续相关事件
- 当时，英国驻华大使馆三等秘书尤德随接任“紫石英”舰长的驻华使馆副武官克仁斯少校参与解放军方面的交涉谈判，因在事件中有功獲授MBE勳銜。尤德後来出任英國駐華大使、香港總督。
- 紫石英号军舰于1952年退出现役，1956年，英国拍摄《扬子江事件（英语：Yangtse Incident (film)）》（Yangtse Incident）电影，当年在事件中接任舰长的克仁斯担任军事顾问，编入预备役中的紫石英号作為道具使用，在拍摄爆炸场面时严重受损。紫石英号于1957年報廢並解体。
- 紫石英事件中，英国皇家海军有23名阵亡舰员（包括紫石英号1名、伴侣号10名、伦敦号12名）葬在上海虹桥公墓（其他紫石英号阵亡舰员因军舰受困而在长江“海葬”）。中华人民共和国成立以后，位于徐汇区的虹桥公墓在文化大革命中毁損（经调查徐汇区的番禺绿地就在当年虹桥公墓原址附近）。1999年，英国皇家海军“拳师”号护卫舰（英语：HMS Boxer (F92)）（HMS Boxer）访问上海时，随行的英国海军上将迈克尔·博伊斯爵士（Admiral Sir Michael Boyce）曾在长江中撒下花环，纪念紫石英号事件中的死亡人员。有阵亡官兵家属一直希望有机会来上海扫墓，2005年，紫石英号事件中阵亡官兵的凭吊者得以成行。